# Paramicrixia diaphana
Paramicrixia diaphana är en insektsart som beskrevs av William Lucas Distant 1911. Paramicrixia diaphana ingår i släktet Paramicrixia och familjen Kinnaridae. Inga underarter finns listade i Catalogue of Life.